# Metasepia
Metasepia ist eine ehemalige Gattung kleiner Tintenfische, sie umfasste die beiden Arten Ascarosepion pfefferi (Hoyle, 1885) und Ascarosepion tullbergi (Appellöf, 1886). Der Name wurde von dem englischen Biologen William Evans Hoyle ursprünglich für eine Untergattung der Gattung Sepia eingeführt und später zur Gattung hochgestuft. 2023 wurde sie durch Nik Lupše von der University of Galway und Kollegen mit Ascarosepion synonymisiert.
Die beiden Arten leben im Indischen und Pazifischen Ozean. Sie zeichnen sich durch einen kleinen, dicken, rautenförmigen Schulp aus.

## Beschreibung
Die Tiere sind verhältnismäßig klein und erreichen lediglich eine Mantellänge von etwa 6 bis 7 cm und ein Gewicht von 30 bis 40 g. Sie sind kurz und gedrungen mit einem rundlichen bis ovalen Mantel. Das dorsale Armpaar (Armpaar I) ist deutlich kürzer als die anderen Armpaare. Die Saugnäpfe sind auf den acht normalen Armen in vier Längsreihen angeordnet, auf den Fangarmen können es bis zu sechs Saugnäpfe pro Querreihe vorhanden sein. Der Schulp ist gerundet rautenförmig im Umriss. Bei Ascarosepion pfefferi ist das Hinterende spitz ausgezogen. Er ist verhältnismäßig dick und deutlich kürzer als der Mantel. Er sitzt in der vorderen 2/3 bis vordere Hälfte des Mantels. Der vordere, obere Mantelrand ist ohne zungenförmigen Fortsatz. Der Mantel besitzt auf dem Rücken und über den Augen Fortsätze. Beide Arten besitzen spektakuläre Farbmuster, die sie sehr rasch bei Störung verändern können.

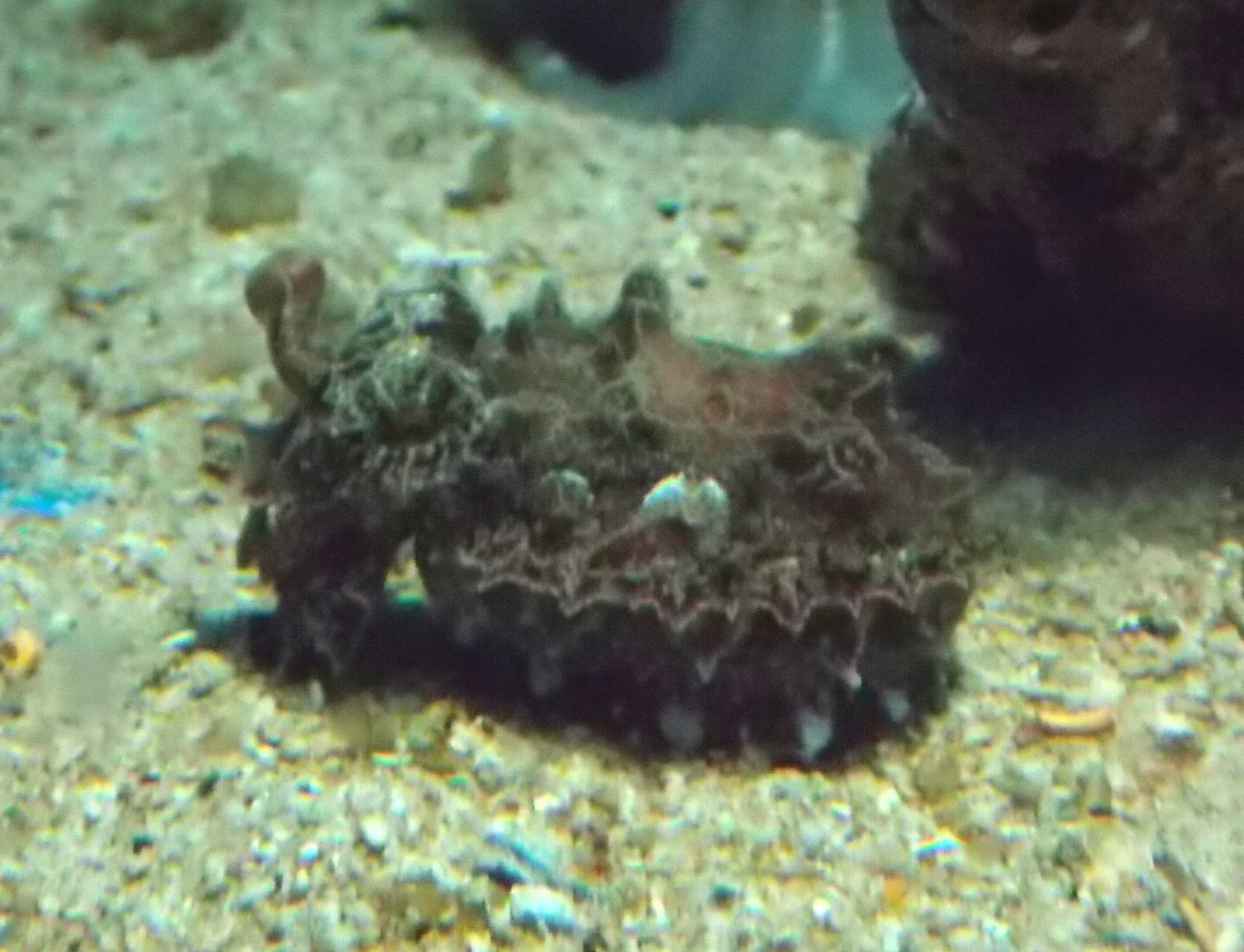
Ascarosepion tullbergi

## Fortpflanzung
Die Tiere legen die Eier in die Lücken und Spalten zwischen Korallen- und Felsstücken in flacherem Wasser ab. Die Jungtiere wandern dann meist in etwas größere Tiefe auf schlammige und sandige Weichböden ab, um dann als Adulte wieder zu den Laichgebieten zurückzukehren.

## Vorkommen
Die beiden Arten leben auf sandigen und schlammigen Weichböden in 3 bis 100 m Tiefe. Sie wurden auch schon auf felsigem Untergrund zwischen Seefedern-Kolonien beobachtet. A. pfefferi kommt an der Nordküste Australiens bis zur Südküste Neuguineas vor. An der Westküste Australiens reicht das Vorkommen bis etwa 33° südlicher Breite, an der Ostküste bis etwa 27° südlicher Breite. A. tullbergi kommt von Südjapan, Korea, an den Ostküsten Chinas, Vietnams bis nach Nordsumatra, Nordborneo und der Philippinischen Inselwelt vor.

## Arten
- Ascarosepion pfefferi, früher Metasepia pfefferi (Hoyle, 1885)
- Ascarosepion tullbergi, früher Metasepia tullbergi (Appellöf, 1886)

## Kommerzielle Bedeutung
Beide Arten werden nicht kommerziell gefangen, da sie zu klein sind und nicht massenhaft vorkommen. A. tullbergi kommt jedoch gelegentlich als Beifang vor.